# Bani (departamento)
Bani es un departamento de la provincia de Séno, en la región del Sahel, Burkina Faso. A 1 de julio de 2018 tenía una población estimada de 80 659 habitantes.
Se encuentra ubicado al noreste del país, cerca de la frontera con Níger y Malí.